# Loceri
Loceri (sardisk: Lòceri) er en by og en kommune (comune) i provinsen Nuoro i regionen Sardinien i Italien. Byen ligger i 206 meters højde og har 1.293 indbyggere (2016). Kommunen har et areal på 19,37 km² og grænser til kommunerne Bari Sardo, Ilbono, Lanusei, Osini og Tertenia.